# The Cosmic Rape
The Cosmic Rape é um romance de ficção científica do escritor americano Theodore Sturgeon, publicado originalmente como uma edição de bolso em agosto de 1958. Ao mesmo tempo, uma versão condensada ou editada do romance foi publicada na revista Galaxy como um romance curto, provavelmente condensado pelo editor, sob o título To Marry Medusa. Foi reimpresso em 1977 pela Pocket Books.

## Trama
O livro trata de uma mente coletiva extraterrestre chamada Medusa, que assimilou muitos mundos e formas de vida e planeja absorver a Terra também. Dan Gurlick é um alcoólatra que, sem saber, ingere um esporo da Medusa, o que o transforma em um hospedeiro.